# Miecznik
Een Miecznik (Latijn: ensifer, Nederlands: zwaarddrager) was een eretitel aan het hof van de Kroon van het Poolse Koninkrijk, het Groothertogdom Litouwen en later het Pools-Litouwse Gemenebest.  Een Miecznik was verantwoordelijk voor het arsenaal van de Kroon en voor het dragen van het koninklijke zwaard. Sinds de 14e eeuw werd de titel ook gebruikt om district functionarissen aan te duiden.
Er bestonden twee graden op deze titel:
- Miecznik koronny –  Miecznik van de Kroon
- Miecznik litewski – Miecznik van de Groothertog van Litouwen